# Star Trek V – Den yttersta gränsen
Star Trek V – Den yttersta gränsen (engelska: Star Trek V: The Final Frontier) är en amerikansk science fiction-film som hade biopremiär i USA den 9 juni 1989.

## Handling
På en planet mitt på gränsen för de tre stormakterna (Klingonska imperiet, Romulanska republiken och United Federation of Planets) sker en revolt. Eftersom planeten ligger där den ligger finns diplomater från dessa stormakter där, och alla skyndar dit för att se till att deras diplomater mår bra.

## Om filmen
Star Trek V – Den yttersta gränsen är regisserad av William Shatner. Det är den femte Star Trek-filmen, och även denna gång är det rollfigurerna från Star Trek: The Original Series det handlar om.

## Rollista (urval)
| Skådespelare          | Roll                                   |
| --------------------- | -------------------------------------- |
| William Shatner       | Kapten James T. Kirk                   |
| Leonard Nimoy         | Kapten Spock                           |
| DeForest Kelley       | Kommendörkapten (Dr.) Leonard McCoy    |
| James Doohan          | Kapten Montgomery Scott                |
| George Takei          | Kommendörkapten Hikaru Sulu            |
| Walter Koenig         | Kommendörkapten Pavel Chekov           |
| Nichelle Nichols      | Kommendörkapten Uhura                  |
| David Warner          | St. John Talbot, Federationsambassadör |
| Laurence Luckinbill   | Sybok                                  |
| George Murdock        | "Gud"                                  |
| Todd Bryant           | Klingon Kapten Klaa                    |
| Spice Williams-Crosby | Vixis                                  |
| Charles Cooper        | General Korrd, Klingonsk ambassadör    |
| Cynthia Gouw          | Caithlin Dar, Romulansk ambassadör     |

### Fotnoter
1. ↑  ”Star Trek V: The Final Frontier” (på engelska). Box Office Mojo. http://www.boxofficemojo.com/movies/?id=startrek5.htm. Läst 7 september 2016.